# Krasnoborski (raïon de Poudoj)
Krasnoborski (en russe : Краснобо́рский) est un hameau du raïon de Poudoj en république de Carélie, centre administratif de l'établissement rural de Krasnoborski.

## Géographie
Krasnoborski est situé sur la rive sud du lac Murmozero, à 22 km au sud-ouest de Poudoj.

## Démographie
Recensements (*) ou estimations de la population
| 1989 | 2009 | 2010 | 2013 |
| ---- | ---- | ---- | ---- |
| 563  | 435  | 415  | 410  |